# Guapó
Guapó is een gemeente in de Braziliaanse deelstaat Goiás. De gemeente telt 13.973 inwoners (schatting 2009).

## Aangrenzende gemeenten
De gemeente grenst aan Abadia de Goiás, Aragoiânia, Campestre de Goiás, Cesarina, Trindade en Varjão.

## Verkeer en vervoer
De plaats ligt aan de radiale snelweg BR-060 tussen Brasilia en Bela Vista. Daarnaast ligt ze aan de weg GO-219.